# Эссен, Николай Карлович
Николай Карлович фон Эссен (нем. Nicolai von Essen , 02.07.1885-06.04.1945) — полковник Российской императорской армии, генеалог.

## Биография
Представитель дворянского рода Эссен, родился в семье генерал-майора РИА Карла Фридриха Магнуса (Карла Карловича) фон Эссена (1851—1915) и Софии Ивановны Молдаковой (1860—1912).
Как и его отец, сделал карьеру в российской армии. С 1903 года учился в Александровском кадетском корпусе, а в 1905 году поступил в Павловское военное училище. С апреля 1905 — лейтенант Семеновского лейб-гвардии полка. Участвовал в нескольких сражениях Первая мировая война, был несколько раз ранен.
После расформирования полка в декабре 1917 года в звании полковника отправился в Петроград, где с 1918 года работал архивариусом в Эрмитаже. В 1920 году он уехал в Эстонию, где жил в Тарту, а с 1928 года — в Таллине.
После ухода из армии он посвятил себя генеалогии балтийских дворянских домов. Был членом Императорского русского военно-исторического общества, Санкт-Петербургского генеалогического общества и Московского генеалогического общества. С начала 1920-х годов и до 1939 года он был генеалогом Эстляндского рыцарства в Ревеле и заведовал архивом Эстонской некоммерческой ассоциации. Он был редактором части Эзель изданного в нескольких томах Генеалогического справочника Балтийского рыцарства. Среди других сотрудников были Генрих фон Цур-Милен, Отто Магнус фон Штакельберг и Астаф фон Транзе-Розенек.
В 1939 году после подписания Договора о дружбе и границе между СССР и Германией был переселен в Вартеланд в Познань, где работал с 1940 по 1944. Скончался в 1945 году в оккупированной немцами Праге.

## Награды
- Орден Святого Станислава 3-й степени (1906 г.)
- Орден Святой Анны 3-й класс с мечами и бантом (1914 г.)
- Орден Святой Анны 2-й степени с мечами (1915 г.)
- Орден Святого Владимира 4-й степени с мечами и бантом
- Орден Святого Станислава 2-й степени с мечами (1915 г.)
- Орден Святой Анны 4-й степени с надписью «За храбрость» (1916 г.)

## Семья
В 1907 в Санкт-Петербурге женился на Рите Густавовне Петц (14.04.1889-1978) (Rita Paetz), в этом браке родились дети Николай (* 19 декабря 1908 г.) и Ирина (* 25 декабря 1918 г.).